# Itatsina mengla
Itatsina mengla är en spindelart som beskrevs av Song och Zhu 1994. Itatsina mengla ingår i släktet Itatsina och familjen månspindlar. Inga underarter finns listade i Catalogue of Life.